# Мантус
Мантус — божество з міфології етрусків. Етруски побачили в Мантусі правителя підземного світу, царства мертвих. Він веде душі померлих у підземний світ. Його також називають Чарун (по-грецьки Харон).
На етруських трунах можна знайти зображення Мантуса, на яких зображена людина у туніку з дикими рисами обличчя, сатирами та крилами. Зазвичай його зображено з молотком, рідше з мечем.
На честь Мантуса було названо італійське місто Мантуя.

## Книгопис
- Bouke van der Meer, Lammert (2013). Lead Plaque of Magliano. Interpretando l'antico. Scritti di archeologia offerti a Maria Bonghi Jovino. Quaderni di Acme (134). Milan. с. 323–341 (335) — через Academia.edu.
- De Grummond, Nancy Thomson; Simon, Erika, ред. (2006). The Religion of the Etruscans. Austin: University of Texas Press. ISBN 9780292782334.
  - Шаблон:Harvc
  - Шаблон:Harvc
  - Шаблон:Harvc
  - Шаблон:Harvc
- Lecce, Vittoria. Novembre e il dio Suri - Il Nero Signore (італ.). Museo Nazionale Etrusco.
- Maras, Daniele F. (2010). Suri. Il nero signore degli inferi. Archeo (італ.). № 305. Архів оригіналу за 10 грудня 2014.
- Pallottino, Massimo (1992). Roman and European Mythologies. University of Chicago Press. с. 30, 36.[ISBN відсутній]
- Rissanen, Mika (2013) [2012]. The Hirpi Sorani and the Wolf Cults of Central Italy. Arctos: Acta Philologica Fennica. Helsinki: Klassillis-filologinen yhdistys. 46. ISSN 0570-734X — через Academia.edu.
- Servius (380). Commentary on the Aeneid of Vergil (лат.). Т. I—XII. Georgius Thilo — через Perseus Digital Library.
  - Servius (380a). Commentary on the Aeneid of Vergil (лат.). Т. X. 199 — через Perseus Digital Library.
  - Servius (380b). Commentary on the Aeneid of Vergil (лат.). Т. XI. 785 — через Perseus Digital Library.